# Constance Magogo kaDinuzulu
Constance Magogo Sibilile Mantithi Ngangezinye kaDinuzulu (1900–1984) va ser una princesa zulú i artista, mare de Mangosuthu Buthelezi, dirigent del partit de la Llibertat Inkatha, i germana del rei zulú Solomon kaDinuzulu.

## Biografia
Constance Magogo va néixer el 1900, i era filla del rei dels zulús, Dinuzulu kaCetshwayo (1868–1913) i la reina Silomo. El 1926 es va casar amb el cap Mathole Buthelezi.
Va estudiar música i fou autora de peces basades en la tradició musical del seu poble. Era considerada una molt bona intèrpret d'isigubhu i d'isithontolo (instruments de corda tradicionals zulús) així com una bona cantant. Malgrat les moltes limitacions que patien les dones en la seva cultura en aquell moment, va continuar la seva activitat musical un cop casada. Va dedicar importants esforços a la formació de cantants joves per tal de promoure i conservar la música tradicional del seu país.
Va trencar amb el seu rol tradicional com a membre de la reialesa actuant com a imbongi (cantant ambulant); activitat que a més solia estar reservada als homes. Les seves cançons tractaven aspectes de la vida de poble zulú. La seva carrera va tenir un moment important de reconeixement el 1939 amb un enregistrament d'alguna de les seves actuacions per Hugh Tracey. Només pel fet de fer actuacions en públic, la Princesa estava trencant amb el seu paper oficial. A la dècada dels 1950s, la seva música era àmpliament enregistrada i reproduïda per la South African Broadcasting Corporation (SABC), David Rycroft i la Ràdio de l'Alemanya Occidental. Aquests enregistraments van proporcionar a Constance Magogo un reconeixement públic internacional. La seva feina es basava sobretot en cançons i contes zulús preexistens als quals posava música o arranjava.
El desembre de 2003 va rebre pòstumament l'Ordre Nacional Sudafricà daurat d'Ikhamanga per una vida de prolifica composició musical, i una contribució excepcional a la preservació i desenvolupament de la música tradicional de Sud-àfrica.